# Застава Загреба
Савремена застава Града Загреба је плаве боје са градским грбом у средини. Грб Града Загреба приказује утврду са 3 куле на зеленом брегу. Отворена врата на зидинама утврђеног града симболизују гостољубивост његових становника, као и спремност грађана да пруже своју заштиту сваком госту и уточиште путнику-намернику. У угловима грба се налазе шестерокрака жута звезда и бели полумесец, који су симболи старих словенских предхришћанских божанстава лепоте и љубави —- божице Ладе, која је у народу приказивана као звезда и бога Леља, који је у народу приказиван у лику младог месеца. Застава је у службеној употреби од 4. маја 2000. године.